# أولاف بول
أولاف بول (بالنرويجية البوكمول: Olaf Bull)‏ هو كاتب وشاعر نرويجي، ولد في 10 نوفمبر 1883 في كريستيانية في النرويج، وتوفي في 29 يونيو 1933 في أوسلو في النرويج.

## وصلات خارجية
- أولاف بول على موقع الموسوعة البريطانية (الإنجليزية)